# Sportclub Potsdam 2019-2020
Questa voce raccoglie le informazioni riguardanti lo Sportclub Potsdam nelle competizioni ufficiali della stagione 2019-2020.

## Organigramma societario
Area direttiva
- Presidente: Torsten Bork

Area tecnica
- Allenatore: Guillermo Hernández
- Allenatore in seconda: Riccardo Boieri
- Assistente allenatore: Ioannis Paraschidis
- Scout man: Riccardo Boieri, Gerold Rebsch

Area sanitaria
- Medico: Henning Leunert
- Fisioterapista: Thaddeus Schirmer, Tom Spielhagen

## Rosa
| N° | Nome                 | Ruolo | Data di nascita  | Nazionalità sportiva |
| -- | -------------------- | ----- | ---------------- | -------------------- |
| 2  | Valerie Nichol       | P     | 29 aprile 1993   | Stati Uniti          |
| 3  | Natalie Wilczek      | C     | 9 marzo 2000     | Germania             |
| 4  | Brittany Abercrombie | O     | 28 dicembre 1995 | Stati Uniti          |
| 5  | Sofija Medić         | C     | 10 gennaio 1991  | Serbia               |
| 6  | Antonia Stautz       | S     | 15 dicembre 1993 | Germania             |
| 7  | Ana Escamilla        | S     | 10 luglio 1998   | Spagna               |
| 8  | Deborah Scholz       | O     | 9 febbraio 2000  | Germania             |
| 9  | Lisa Gründing        | C     | 2 dicembre 1991  | Germania             |
| 10 | Annegret Hölzig      | S     | 29 maggio 1997   | Germania             |
| 14 | Denise Imoudu        | P     | 14 dicembre 1995 | Germania             |
| 15 | Aleksandra Jegdić    | L     | 9 ottobre 1994   | Serbia               |
| 17 | Laura Weihenmaier    | S     | 4 aprile 1991    | Germania             |

## Risultati

### 1. Bundesliga

#### Girone di andata
| 1ª giornata - 5 ottobre 2019 Margon Arena, Dresda                       | Dresdner    | 1 - 3 | Potsdam        | 23-25, 22-25, 25-20, 22-25        |
| 2ª giornata - 12 ottobre 2019 MBS Arena Potsdam, Potsdam                | Potsdam     | 3 - 0 | FTSV Straubing | 25-10, 25-22, 25-13               |
| 3ª giornata - 23 ottobre 2019 Halle am Platz, Wiesbaden                 | Wiesbaden   | 2 - 3 | Potsdam        | 25-14, 25-17, 11-25, 15-25, 13-15 |
| 5ª giornata - 9 novembre 2019 MBS Arena Potsdam, Potsdam                | Potsdam     | 0 - 3 | MTV Stoccarda  | 20-25, 22-25, 17-25               |
| 6ª giornata - 13 novembre 2019 Sporthalle Neuköllner Straße, Aquisgrana | PTSV Aachen | 1 - 3 | Potsdam        | 17-25, 23-25, 26-24, 31-33        |
| 7ª giornata - 20 novembre 2019 MBS Arena Potsdam, Potsdam               | Potsdam     | 3 - 0 | Suhl           | 25-18, 25-20, 25-22               |
| 8ª giornata - 27 novembre 2019 Riethsporthalle, Erfurt                  | Erfurt      | 0 - 3 | Potsdam        | 16-25, 18-25, 20-25               |
| 9ª giornata - 7 dicembre 2019 MBS Arena Potsdam, Potsdam                | Potsdam     | 3 - 0 | Vilsbiburg     | 25-18, 25-23, 25-17               |
| 10ª giornata - 14 dicembre 2019 ARENA Schwerin, Schwerin                | Schweriner  | 3 - 2 | Potsdam        | 23-25, 25-20, 25-12, 22-25, 15-12 |
| 11ª giornata - 21 dicembre 2019 MBS Arena Potsdam, Potsdam              | Potsdam     | 3 - 0 | Münster        | 25-15, 25-20, 25-16               |

#### Girone di ritorno
| 12ª giornata - 15 gennaio 2020 MBS Arena Potsdam, Potsdam         | Potsdam        | 3 - 0 | Dresdner    | 26-24, 25-18, 25-22               |
| 13ª giornata - 18 gennaio 2020 Turmair Volleyballarena, Straubing | FTSV Straubing | 3 - 2 | Potsdam     | 25-15, 19-25, 25-23, 27-29, 15-12 |
| 14ª giornata - 26 gennaio 2020 MBS Arena Potsdam, Potsdam         | Potsdam        | 1 - 3 | Wiesbaden   | 21-25, 22-25, 25-22, 18-25        |
| 16ª giornata - 1º febbraio 2020 SCHARRena, Stoccarda              | MTV Stoccarda  | 3 - 2 | Potsdam     | 25-19, 25-15, 23-25, 26-28, 15-12 |
| 17ª giornata - 9 febbraio 2020 MBS Arena Potsdam, Potsdam         | Potsdam        | 3 - 1 | PTSV Aachen | 25-22, 22-25, 25-20, 25-21        |
| 18ª giornata - 22 febbraio 2020 Sporthalle Wolfsgrube, Suhl       | Suhl           | 1 - 3 | Potsdam     | 21-25, 20-25, 25-20, 21-25        |
| 19ª giornata - 26 febbraio 2020 MBS Arena Potsdam, Potsdam        | Potsdam        | 3 - 0 | Erfurt      | 25-16, 25-23, 25-17               |
| 20ª giornata - 3 marzo 2020 Ballsporthalle, Vilsbiburg            | Vilsbiburg     | 0 - 3 | Potsdam     | 15-25, 22-25, 17-25               |
| 21ª giornata - 7 marzo 2020 MBS Arena Potsdam, Potsdam            | Potsdam        | 3 - 2 | Schweriner  | 26-28, 17-25, 26-24, 25-22, 15-9  |
| 22ª giornata - 14 marzo 2020 Sporthalle Berg Fidel, Münster       | Münster        | -     | Potsdam     | annullata                         |

### Coppa di Germania

#### Fase a eliminazione diretta
| Ottavi di finale - 3 novembre 2019 Sporthalle Berg Fidel, Münster | Münster | 0 - 3 | Potsdam    | 19-25, 18-25, 10-25        |
| Quarti di finale - 24 novembre 2019 MBS Arena Potsdam, Potsdam    | Potsdam | 1 - 3 | Schweriner | 22-25, 21-25, 25-13, 20-25 |

### Coppa CEV

#### Fase a eliminazione diretta
| Sedicesimi di finale (andata) - 4 dicembre 2019 MBS Arena Potsdam, Potsdam                | Potsdam      | 2 - 3 | Dinamo-Kazan | 17-25, 25-18, 25-20, 20-25, 12-15 |
| Sedicesimi di finale (ritorno) - 18 dicembre 2019 Centr volejbola Sankt-Peterburg, Kazan' | Dinamo-Kazan | 3 - 1 | Potsdam      | 25-20, 15-25, 25-12, 25-23        |

## Statistiche

### Statistiche di squadra
| Competizione      | Punti | In casa | In casa | In casa | In trasferta | In trasferta | In trasferta | Totale | Totale | Totale |
| Competizione      | Punti | G       | V       | P       | G            | V            | P            | G      | V      | P      |
| ----------------- | ----- | ------- | ------- | ------- | ------------ | ------------ | ------------ | ------ | ------ | ------ |
| 1. Bundesliga     | 43    | 10      | 8       | 2       | 9            | 6            | 3            | 19     | 14     | 5      |
| Coppa di Germania | -     | 1       | 0       | 1       | 1            | 1            | 0            | 2      | 1      | 1      |
| Coppa CEV         | -     | 1       | 0       | 1       | 1            | 0            | 1            | 2      | 0      | 2      |
| Totale            | -     | 12      | 8       | 4       | 11           | 7            | 4            | 23     | 15     | 8      |

G = partite giocate; V = partite vinte; P = partite perse